# Frolinde Balser
Frolinde Balser (Ingelheim am Rhein, 6 septembre 1924 - Francfort-sur-le-Main, 4 novembre 2012) est une femme politique et historienne allemande.

## Biographie
Elle est membre du Parti social-démocrate d'Allemagne.